# Argentomagus

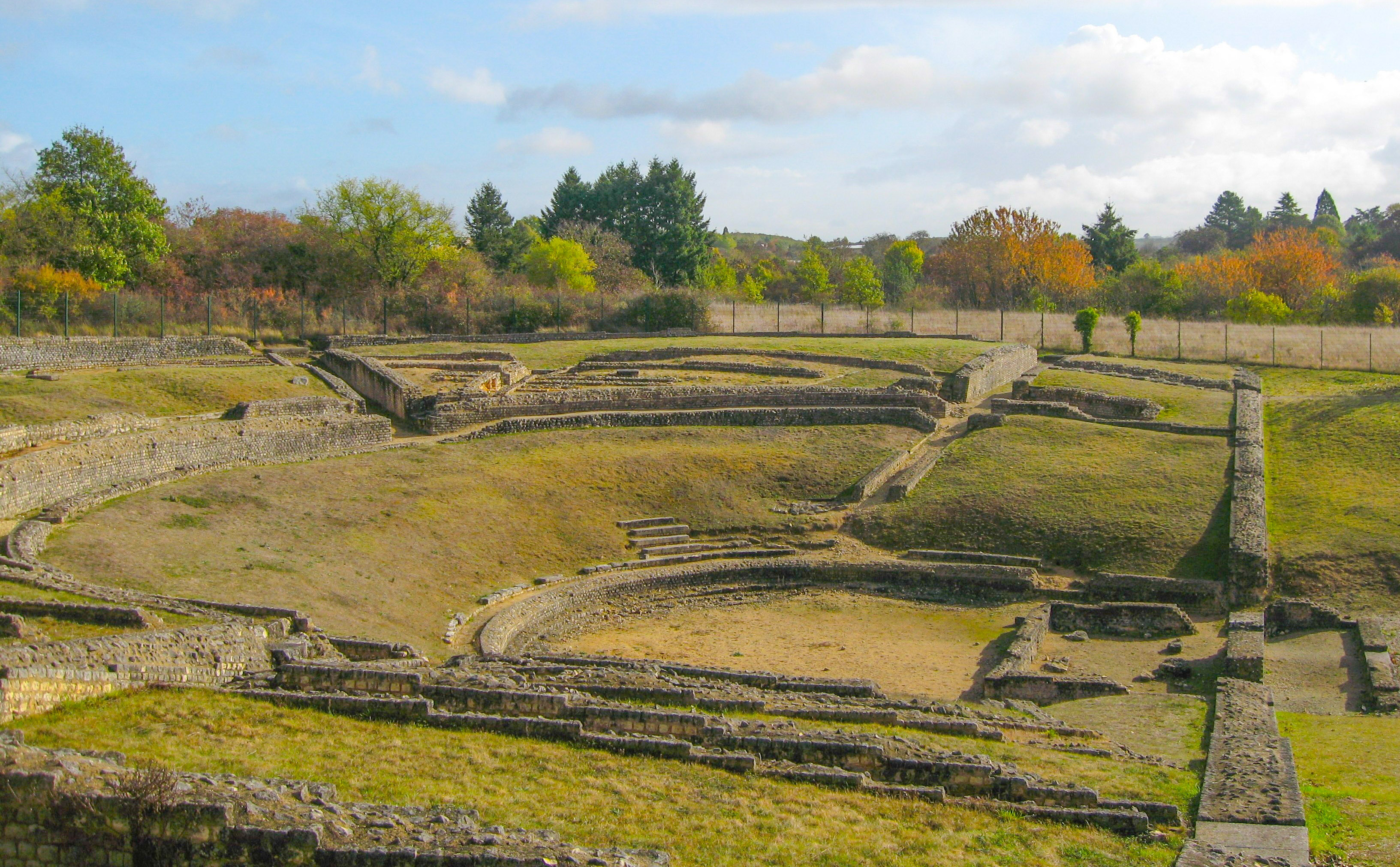
Het Gallo-Romeins theater van Argentomagus

Argentomagus was een Gallo-Romeinse stad, gelegen in de Franse gemeente Saint-Marcel (Indre). De Romeinse stad groeide uit een oppidum van de Gallische stam van de Bituriges, die hun hoofdstad hadden in Bourges (Avaricum). De stad werd verlaten in de 4e eeuw.

## Ligging
De stad werd gebouwd op het plateau van Mersans boven de rechteroever van de Creuse. In het zuiden en het oosten lagen de steile hellingen respectievelijk naar de Creuse en naar de beek La Mage, en in het westen lag een heuvelrug (coteau des Douces).  De Romeinse stad werd gebouwd op een as die georiënteerd was op het noordoosten en het zuidwesten.
De stad lag op een kruispunt van wegen, waarvan de wegen van Bordeaux en Poitiers naar Clermont-Ferrand en Lyon en van Saintes en Limoges naar Bourges en Autun de voornaamste waren. Verder lag de Creuse, die op deze plaats bevaarbaar is, in de nabije omgeving.

## Gallisch oppidum
Het oppidum van Argentomagus lag aan de zuidelijke grens van het gebied van de Bituriges. Het had een oppervlakte van ongeveer 30 ha en werd langs drie zijden beschermd door natuurlijke barrières. De open noordkant werd aan het begin van de 1e eeuw v. Chr. beschermd met een murus gallicus, een verstevigde wal van opgeworpen aarde en ervoor een uitgegraven gracht. Aan de noordwestelijke hoek van het oppidum was een toegangspoort. Van de Gallische gebouwen zijn weinig sporen teruggevonden. Wel werden typische handelsgoederen van de late La Tène-cultuur opgegraven.

## Romeinse stad
Na de Romeinse verovering van Gallië werd de stad in de loop van de 1e eeuw heraangelegd met een Romeins stratenplan, georiënteerd was op het noordoosten en het zuidwesten. De stad was 1500 meter lang en 500 meter breed, met een uitbreiding naar het noorden in vergelijking met het eerdere oppidum. 
In de 2e eeuw werd het stratenplan aangepast en de stad had toen haar grootste omvang met een oppervlakte van ongeveer 70 ha. Argentomagus kreeg toen een ontregelmatiger patroon dat meer het reliëf van het plateau volgde. Twee hoofdstraten werden doorsneden door vijf zijstraten waardoor veertien huizenblokken ontstonden. Het centrale blok werd ingenomen door een groot forum van 4300 m². Het forum was aan de noordzijde afgesloten met een muur met een monumentale ingang. Aan de westelijke zijde lag de basilica die voornamelijk een handelsfunctie had. 
De stad werd van water voorzien door aan aquaduct, dat bronwater van 4500 m ten oosten van de stad aanvoerde. Het theater werd verbouwd en vergroot aan het einde van de 1e eeuw en nogmaals rond het midden van de 2e eeuw. Het nieuwe theater had een doorsnede van 85 meter. Rond de stad werden vier necropolen gevonden.
Daarna waren er geen grote veranderingen tot de 2e helft van de 3e eeuw. Toen werd de stad net als de rest van Gallië geconfronteerd met grote economische problemen. In de 4e eeuw werd de stad verlaten. Een deel van de bevolking vestigde zich lager aan de oever van de Creuse. Deze nederzetting groeide uit tot Argenton-sur-Creuse.

## Museum
In 1990 werd een archeologisch museum (Musée archéologique d'Argentomagus) geopend in Saint-Marcel nabij de site van de antieke stad. Hierin zijn vondsten van de archeologische opgravingen tentoongesteld.

## Afbeeldingen

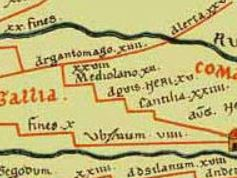
Argentomagus op de Peutingerkaart
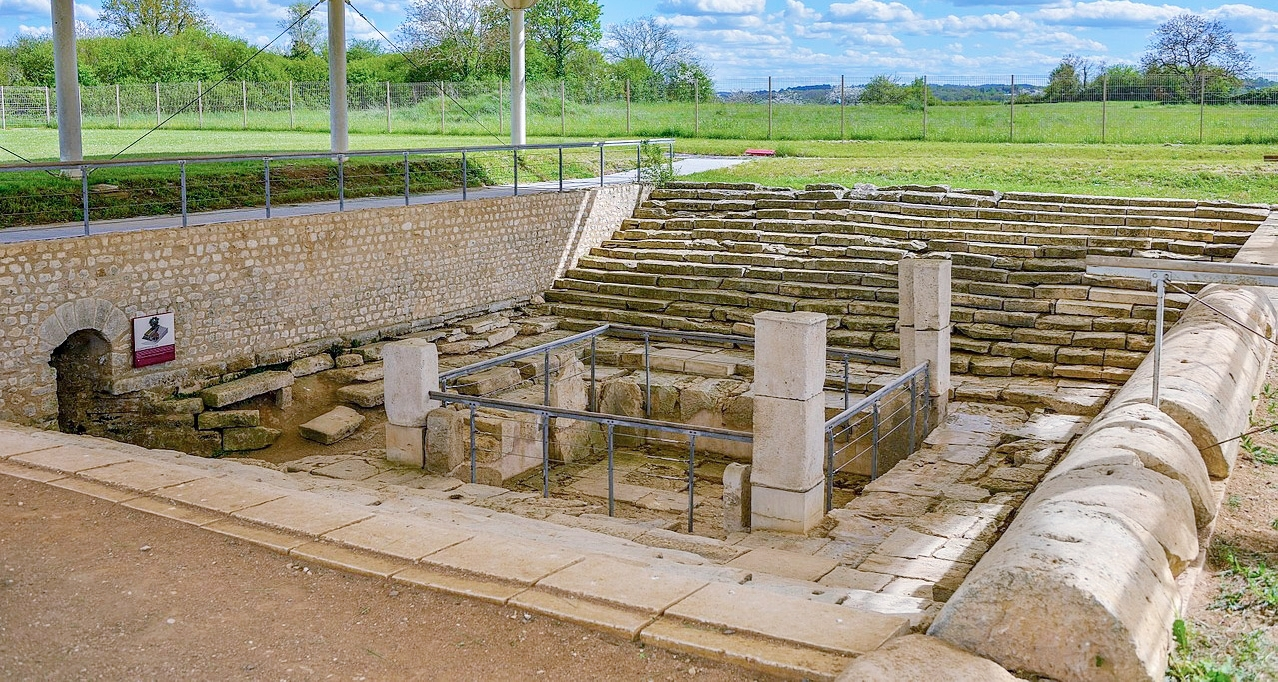
Resten van een fontein
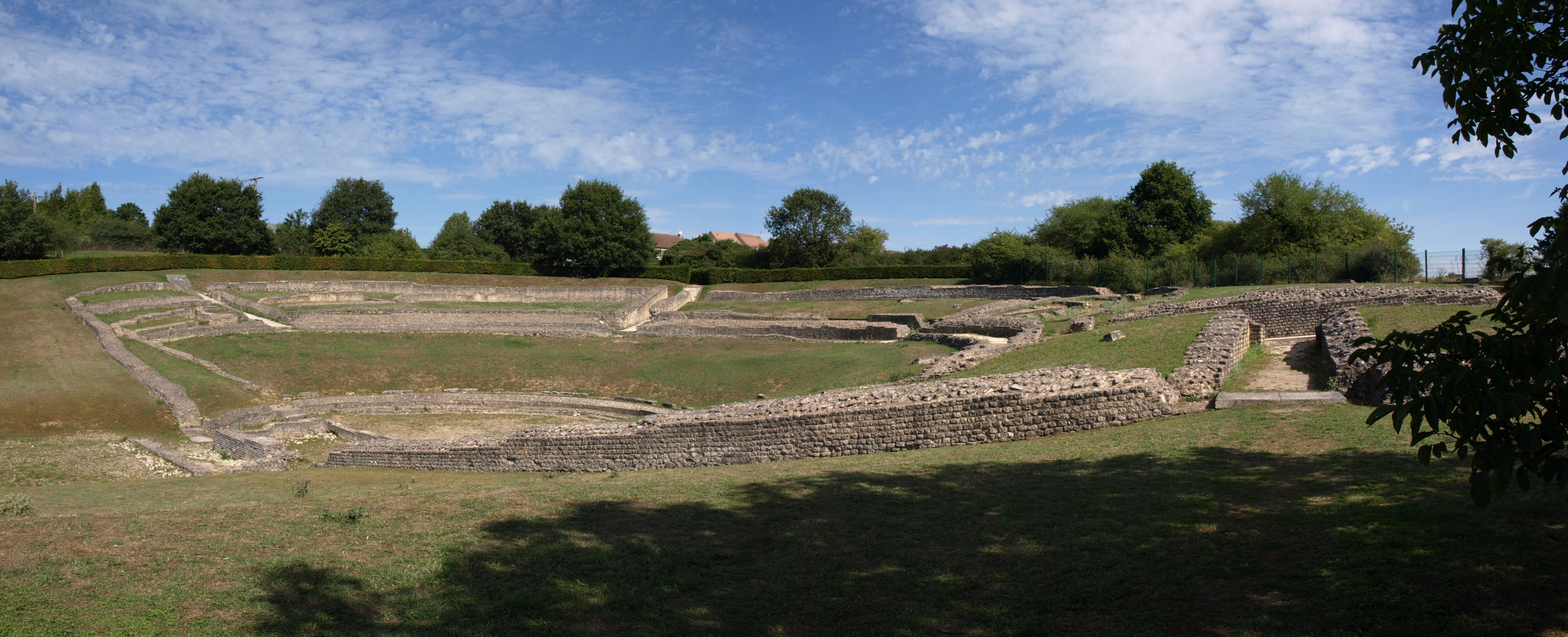
Het theater
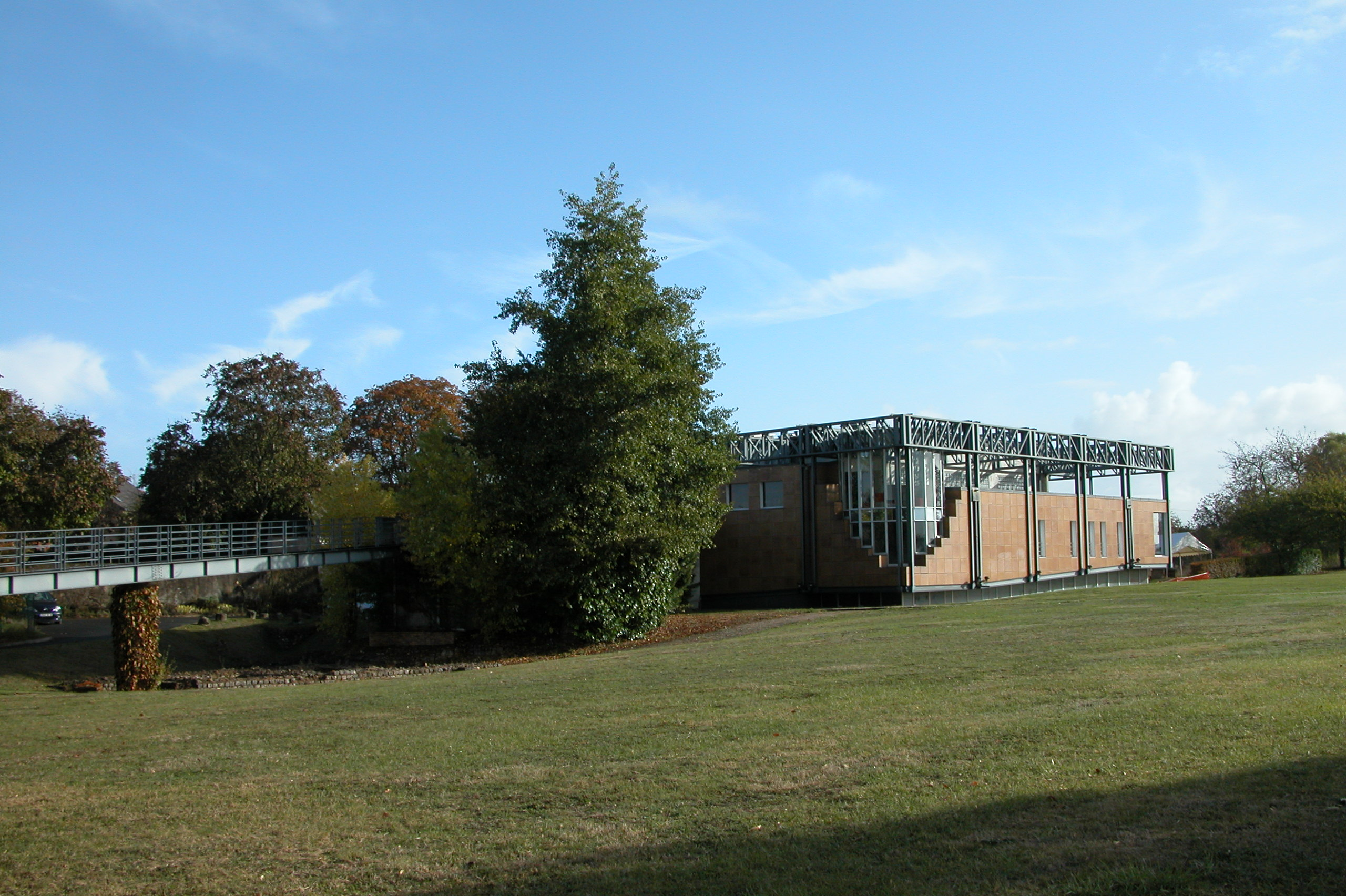
Het museumgebouw